# ウェルコム
ウェルコム（アフリカーンス語: Welkom）は、南アフリカ共和国のフリーステイト州にある都市。州都ブルームフォンテーンの北東160kmに位置する、州内第二の都市である。1961年に基礎自治体の地位を得て、1968年2月14日に市制施行した。アパルトヘイト撤廃まで、黒人のタボング居住区と有色人種のブロンビル居住区があった。
州の金およびウラン採掘の中心地で、鋼鉄、材木、牛肉も産する。工業専門学校と技術研究所が1件ずつある。ヨハネスブルクとケープタウンを結ぶ幹線鉄道の支線が通り、小さいながら空港もある。町はずれのパキサ・フリーウェイで開かれるグランプリで世界的に知られる。
welkom はアフリカーンス語ないしオランダ語で「ようこそ」の意味（英語の「welcome」と同義）。

## 人口統計
郊外のタボングおよびライビークスタッドを含む総人口は19万1341人（2001年国勢調査）で、84%が黒人、12%が白人、4%が黄色人種でしめられる。59%がソト語を母語とし、16%がコサ語を、14%がアフリカーンス語を話す。英語、ズールー語、ツワナ語を話す住民もそれぞれ3%ずついる。ツォンガ語人口は1%にとどまる。

## ゆかりの人物
- ヤニー・デ・ベール - ラグビー選手
- ヘラルト・ブロフィー - クリケット選手
- CJファン・デル・リンデ - ラグビー選手
- ブライアン・マクミラン - クリケット選手
- ウィナント・オリフィール - ラグビー選手
- マーク・シャトルワース - 実業家
- サンディ・ツァバララ - クリケット選手
- シフォ・チョベカ - 音楽プロデューサー
- グラハム・フリン - ヨーヨーの国内王者